# Förslövs församling
Förslövs församling var en församling i Lunds stift och i Båstads kommun. Församlingen uppgick 2002 i Förslöv-Grevie församling.

## Administrativ historik
Församlingen har medeltida ursprung.
Församlingen var till 2002 moderförsamling i pastoratet Förslöv och Grevie. Församlingen uppgick 2002 i Förslöv-Grevie församling.

## Kyrkobyggnader
- Förslövs kyrka